# باولو سيرجيو بينهيرو
باولو سيرجيو بينهيرو (بالبرتغالية: Paulo Sérgio Pinheiro‏) هو دبلوماسي وسياسي برازيلي، ولد في 8 يناير 1944 في ريو دي جانيرو في البرازيل.